# Natalija Prica
Natalija Prica (Zagabria, 1º dicembre 1988) è una modella croata, incoronata Miss Universo Croazia 2011 il 2 luglio 2011 presso il at the HTV Studio 10 di Zagabria, dove era stata selezionata da una giuria fra le ventitré finaliste del concorso.
Dietro di lei si sono classificate al secondo ed al terzo posto, rispettivamente, Katica Rakuljic e Kristina Malenica.
La modella, che è alta un metro e settantasei, al momento dell'incoronazione era una studentessa alla facoltà di odontoiatria presso l'università di Zagabria. Aveva anche preso parte ad una campagna per la promozione dell'igiene dentale fra i bambini intitolata Tooth Fairy. Oltre al croato, la Prica parla fluentemente inglese e tedesco.
Vincendo il titolo, Natalija Prica si è guadagnata il diritto di rappresentare la Croazia al prestigioso concorso di bellezza internazionale Miss Universo 2011, che si è tenuto a São Paulo, in Brasile, il 12 settembre 2011.